# Dragon (film, 2025)
Pour les articles homonymes, voir Dragon (homonymie).
Ne doit pas être confondu avec Dragons (film, 2025).
Pour plus de détails, voir Fiche technique et Distribution.
Dragon est une comédie dramatique indienne en langue tamoule sortie en 2025. Ce récit initiatique est écrit et réalisé par Ashwath Marimuthu, et basé sur une histoire conçue avec Pradeep Ranganathan. Produit par AGS Entertainment, le film met en vedette Pradeep dans le rôle principal, aux côtés d'Anupama Parameswaran, Kayadu Lohar, Mysskin, Gautham Vasudev Menon, K. S. Ravikumar et George Maryan. 

## Synopsis
Un jeune homme mène la grande vie grâce à l'achat de faux titres universitaires. Découvert, il doit retourner à l'université afin de valider son vrai diplôme, au risque que sa vie s'écroule. 

## Fiche technique
- Réalisation : Ashwath Marimuthu
- Musique : Leon James
- Photographie : Niketh Bommireddy
- Montage : Pradeep E. Ragav
- Production : AGS Entertainment

## Distribution
- Pradeep Ranganathan : Ragavan Dhanapal, dit « Dragon »
- Anupama Parameswaran : Keerthi Deepak
- Kayadu Lohar : Pallavi Parasuram
- Mysskin : S. Mayilvahanan
- Gautham Vasudev Menon : Vale Kumar
- K. S. Ravikumar : Parasuram
- George Maryan : Dhanapal
- Indumathy Manikandan : Chitra Dhanapal
- VJ Siddhu : Anbu
- Harshath Khan : Vetri, « Kutty Dragon »
- P. L. Thenappan : Thenappan
- Fatman Ravinder : M. S. Rajesh
- Apollo Ravi : un membre du personnel de l'université
- Joe Michael Praveen : un agent de bureau
- Whatsapp Mani : Paambu
- Ramesh Narayanan : Karups
- Lakshman Tekumudi : Bandi
- Rohith Muralidharan : Venkat
- Sujatha Babu : la mère de Pallavi
- Aruljothi : une collègue de travail amoureuse de Ragavan

## Production
Le film est officiellement annoncé en avril 2024 sous les titres provisoires #AGS26 et #PradeepAshwathCombo, car il s'agit de la 26e production d'AGS et de la première collaboration entre Pradeep et Ashwath. Le titre officiel est annoncé quelques jours plus tard. 
Le tournage commence le mois suivant à Chennai et se termine en octobre 2024.

## Accueil
Au 10 mars 2025, le film a rapporté l'équivalent de 15 millions de dollars américains dans le monde.	